# Andrew Wood
Andrew Patrick Wood (n. 8 ianuarie 1966 — d. 19 martie 1990) a fost un cântăreț american cunoscut ca solist al formațiilor de rock alternativ Mulfunkshun și Mother Love Bone. Andrew Wood a format trupa Malfunkshun în anul 1980 alături de fratele său Kevin și Regan Hagar.Formația folosea nume fictive pe scenă, numele lui Wood fiind Landrew the Love Child (Landrew Copilul Iubirii).Chiar dacă trupă a avut doar două melodii lansate,„With Yo' Heart (Not Yo' Hands)” și „Stars-n-You”, pe compilația de albume Deep Six, sunt numiți adesea ca fondatori ai mișcării grunge din Seattle. 
În anul 1985 intră la reabilitare datorită abuzul de droguri. 
Mulfunkshun de destrăma în anul 1988 iar Andrew Wood începe să cânte alături de foștii membri ai formației Green River, Stone Gossard și Jeff Ament înființând pentru o scurtă perioadă de timp trupa de cover-uri Lords of the Wasteland. 
Membrii trupei au început să scrie material original și în același an au format Mother Love Bone, adăugând la lista de membri pe chitaristul Bruce Fairweather și pe fostul toboșar de la 10 Minute Warning și Skin Yard, Greg Gilmore. În 1989 trupa semnează un contract cu PolyGram, înregistrând Shine, un EP ce conține 6 melodii. La sfârșitul anului trupa înregistrează albumul de debut , Apple, care a fost programat pentru lansare în anul 1990. 
Datoria luptei sale cu dependența de droguri , Andrew Wood s-a internat într-o clinică de reabilitare ,sperând să renunțe la droguri până la lansarea albumului de debut al trupei Mother Love Bone.La data de 16 martie 1990, Wood a fost găsit de către prietena lui în stare de comă survenită în urma unei supradoze de heroină și a fost dus la spital unde se stinge din viață după 3 zile. 
Albumul Apple este lansat postmortem în același an, fiind bine primit de public. David Browne de la The New York Times spunea că „Apple poate fii unul dintre cele mai bune albume hard-rock ale anilor 90 ”si „Wood ar fii putut să fie unul din cele mai mari rockstar-uri ale Seattle-ului.”
La un an după moartea sa, fostul coleg de cameră al lui Wood , Chris Chornell de la trupa Soundgarden,scrie două melodii sub formă de omagiu adus prietenului său Andrew Wood și anume „Say Hello 2 Heaven” și „Reach Down”.În 1990 Chris Chornell formează cu Gossard și Ament alături de Matt Cameron(viitorul toboșar de la Pearl Jam), Mike Mccready(viitorul chitarist de la Pearl Jam) și Eddie Vedder (viitorul cântăreț vocal de la Pearl Jam),trupa Temple of the Dog tribut adus lui Andrew Wood lansând un album cu același nume(Temple of the Dog) în anul 1991. 
Trupa Alice în Chains, membrii ei fiind buni prieteni cu Andrew Wood, îi dedică albumul de debut Facelift.
În anul 1992, PolyGram relansează albumele Shine și Apple sub forma unei compilații de album numită Mother Love Bone, în timp de melodia Chloe Dancer/Crown of Thorns face parte din coloana sonoră a filmul Singles. În același an trupa Faster Pussycat scrie melodia Mr. Lovedog, omagiu adus lui Wood. 
În 1993, trupa post-grunge Candlebox lansează albumul cu același nume (Candlebox), conținând single-ul Far Behind scris în memoria lui Andrew Wood.
Fostul coleg de trupă al lui Wood, Stone Gossard compilează înregistrările mai vechi ale trupei Mulfunkshun și lanseazain 1995, prin casă proprie de discuri, Loosegroove Records, albumul compilație Return to Olympus. 
În anul 2005, regizorul Scot Barbour termină producția documentarului, Mulfunkshun: The Andrew Wood Story. Filmul pune în imagine cariera muzicală a lui Andrew Wood.

## Discografie
| Nume album        | Data lansare | Casa de discuri | Trupa            |
| ----------------- | ------------ | --------------- | ---------------- |
| Shine             | 1989         | Stardog/Mercury | Mother Love Bone |
| Apple             | 1990         | Stardog/Mercury | Mother Love Bone |
| Mother Love Bone  | 1992         | Stardog/Mercury | Mother Love Bone |
| Return to Olympus | 1995         | Loosegroove     | Malfunkshun      |

## Videografie
| Anul | Detalii Video                                                               | Trupa            |
| ---- | --------------------------------------------------------------------------- | ---------------- |
| 1993 | The Love Bone Earth Affair - Released: 1993 - Label: PolyGram - Format: VHS | Mother Love Bone |

1. 1 2  Andrew Patrick Wood, Find a Grave, accesat în 9 octombrie 2017